# Boa Nova

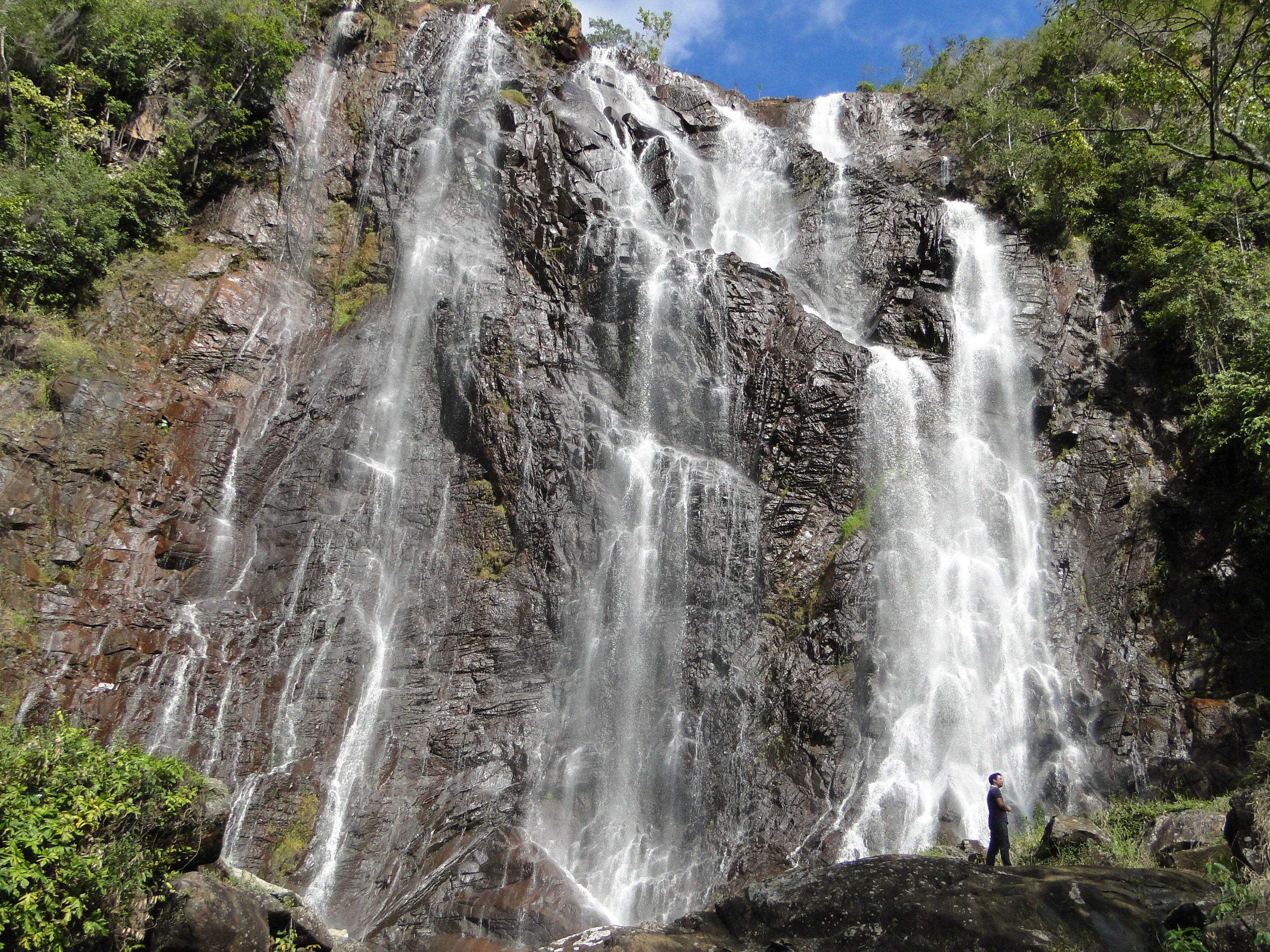
Cascata di Sete de Setembro

Boa Nova è un comune del Brasile nello Stato di Bahia, parte della mesoregione del Centro-Sul Baiano e della microregione di Vitória da Conquista. Ha una popolazione di 12 039 abitanti.